# St. John's College, University of British Columbia
49°15′46″N 123°15′25″V / 49.26266°N 123.256833°V
St. John's College er ét af to kollegier ved University of British Columbia i Vancouver, Canada, det andet værende Green College, som er udelukkende forbeholdt kandidat- og Ph.d.-studerende, samt Postdocs og besøgende forskere. Kollegiet tilbyder en international og tværfaglig atmosfære med cirka 160 beboere fra over 40 lande.[kilde mangler]

## Belligenhed
Kollegiet er beliggende på den vestlige ende af UBC's campus, som selv ligger i den vestlige ende af Vancouver, omgivet af hav og skove. Kollegiet ligger lige ved toppen af trapperne ned til stranden Wreck Beach. 

## Sociale og andre aktiviteter
Medlemskab af St. John's inkluderer mere end blot et sted at bo, da der er et aktivt socialt og akademisk miljø, med adskillige udvalg og idrætshold. Beboerne bliver opfordres til at fremlægge deres forskning for deres naboer, både over middag og som en organiseret foredragsrække. 
Kollegiet har et professionelt køkken som serverer morgen- og aftensmad fem dage om ugen. Den fælles spisning af måltider er en grundlæggende del af oplevelsen at bo i St. John's og er derfor obligatorisk. 
Der er adskillige udvalg, som omfatter blandt andet: akademisk udvalg, velgørenheds udvalg, socialt udvalg, kompost udvalg, idræt og udendørs udvalg, mm. Derudover ofrer nogle indbyggere undervisning til hinanden; hvilke klasser der tilbydes svinger afhængigt af de pågældende indbyggere, men har omfattet et kor, male-kursus, guitar undervisning, yoga timer, meditationstimer, samt alverdens sprog (inklusiv Dansk). 

## Historie
St. John's College - UBC blev grundlagt af tidligere studerende af Saint John's University, Shanghai, som blev lukket ned i 1952.